# كفر أبو مندور
قرية كفر أبو مندور هي إحدى القرى التابعة لمركز إيتاي البارود في محافظة البحيرة في جمهورية مصر العربية. حسب إحصاءات سنة 2006، بلغ إجمالي السكان في كفر أبو مندور 752 نسمة، منهم 399 رجل و353 امرأة.